# Cimeira de Saint-Malo

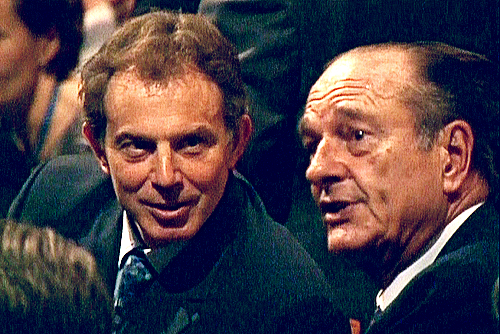
Tony Blair e Jacques Chirac, dois dos protagonistas da cimeira.

A Cimeira de Saint-Malo foi um encontro entre os chefes de estado e de governo do Reino Unido e da França realizado em 3 e 4 de Dezembro de 1998 na cidade francesa do mesmo nome, do qual resultou uma declaração conjunta que marca o nascimento da Política de Defesa e de Segurança Comum da União Europeia.
A cimeira foi protagonizada pelo primeiro-ministro britânico Tony Blair, pelo presidente francês Jacques Chirac e pelo primeiro-ministro francês Lionel Jospin.
Na sequência dos sucessivos alargamentos da União Europeia (UE) ocorridos até à data e perspectivando os alargamentos futuros; perante a necessidade de pôr em prática a Política Externa e de Segurança Comum da União Europeia, prevista nos Tratados de Maastricht e de Amesterdão; e constatando que ainda não tinham sido definidos os objectivos estratégicos para a politica externa de defesa e segurança, cuja inexistência resultara na ineficácia da política externa e de segurança da UE nas crises da Bósnia, da Albânia e do Kosovo, os dois países fizeram uma declaração conjunta, através da qual afirmam:
- que a UE deveria estar em condições de desempenhar o seu papel na cena internacional, pondo em prática as decisões do tratado de Amesterdão;
- e que a UE deveria estar dotada de meios militares efectivos e operacionais para agir internacionalmente em cenários/situações de crise, de acordo com os Tratados de Washington e de Bruxelas e dentro do quadro de legalidade institucional estabelecido.[4]

Na Cimeira de Saint-Malo o Reino Unido admitiu formalmente que a União Europeia deveria desenvolver uma capacidade militar própria, abandonando a sua posição tradicional. Entre 1972 e 1998 os sucessivos governos britânicos sempre se manifestaram contrários ao envolvimento institucional da Europa em matérias de defesa, remetendo tais questões para o âmbito da Organização do Tratado do Atlântico Norte (OTAN), da União da Europa Ocidental (UEO) ou das relações bilaterais.
Nesta cimeira os dois países conseguiram salvaguardar a importância do papel da OTAN na segurança europeia, tido como aspecto muito importante para não se hostilizar os Estados Unidos. Madeleine Albright, secretária de estado deste país, congratulou-se, inclusive, pela perspectiva de vir a ter um parceiro europeu mais capaz, com forças militares modernas e flexíveis, que pudesse actuar na Europa e trabalhar com a OTAN para a defesa de interesses comuns .